# Liste der Naturdenkmale in Offenau
| Naturdenkmale | Anzahl |
| ------------- | ------ |
| FND           | 2      |
| END           | 0      |
| Gesamt        | 2      |

Die Liste der Naturdenkmale in Offenau nennt die verordneten Naturdenkmale (ND) der im baden-württembergischen Landkreis Heilbronn liegenden Gemeinde Offenau. In Offenau gibt es zwei als Naturdenkmal geschützte Objekte, beide sind flächenhafte Naturdenkmale (FND), keines ist ein Einzelgebilde-Naturdenkmal (END).
Stand: 1. November 2016.

## Flächenhafte Naturdenkmale (FND)
| Name                     | Bild | Kennung     | Einzelheiten | Position | Fläche Hektar | Datum         |
| ------------------------ | ---- | ----------- | ------------ | -------- | ------------- | ------------- |
| Felsbank „Jagstberg“     | BW   | 81250790002 | Offenau      | ⊙        | 0,1           | 18. Juli 1986 |
| Salinekanal/Jagstmündung | BW   | 81250790001 | Offenau      | ⊙        | 1,0           | 18. Juli 1986 |
| Legende für Naturdenkmal |      |             |              |          |               |               |